# M2-vlammenwerper
De M2-vlammenwerper is een vlammenwerper die onder andere is gebruikt tijdens de Tweede Wereldoorlog, Koreaanse Oorlog en de Vietnamoorlog. Het is de opvolger van de M1-vlammenwerper. De M2 wordt nog steeds geproduceerd maar zijn functies kunnen beter worden uitgevoerd door een vlammenwerpertank.

## Gebruikers
- Australië
- Brazilië
- Filipijnen
- Japan
- Verenigde Staten